# Comuna Behterî, Hola Prîstan
Behterî (în ucraineană Бехтери) este o comună în raionul Hola Prîstan, regiunea Herson, Ucraina, formată din satele Behterî (reședința) și Novociornomorea.

## Demografie
Componența lingvistică a comunei Behterî
     Ucraineană (91,01%)
     Rusă (5,66%)
     Alte limbi (0,75%)
Conform recensământului din 2001, majoritatea populației comunei Behterî era vorbitoare de ucraineană (91,01%), existând în minoritate și vorbitori de rusă (5,66%).